# Clemente Bernini
Pour les articles homonymes, voir Bernini.
Clemente Bernini est un peintre animalier italien du XVIIIe siècle.

## Biographie
Cet artiste enseigne au College des Nobles à Parme, et est surtout connu pour un ensemble de vingt-deux publications sur l'ornithologie du sud de l'Europe (intitulé Ornitologia dell'Europa meridionale). L'œuvre a été poursuivie après sa mort par sa fille Rosalba Bernini et est maintenant conservée à la bibliothèque Palatine de Parme.